# Luke Delaney
Luke Delaney (Londres, 1946) um pseudônimo de um escritor inglês de ficção policial e mistério. Foi um policial em Londres. Ele mantém seu verdadeiro nome em segredo.

## Biografia
Luke Delaney ingressou na Polícia Metropolitana de Londres no final da década de 1980 e seu primeiro posto foi em uma área do centro da cidade do sudeste de Londres, famosa por altos níveis de criminalidade e violência extrema. Mais tarde, ele se juntou ao CID (Departamento de Investigação Criminal), onde investigou assassinatos que vão desde aqueles cometidos por assassinos em série incipientes, até assassinatos de gangues.
Ele saiu da polícia devido ao baixo salário e às difíceis condições de trabalho, e decidiu cumprir sua ambição de escrever um romance policial. Até hoje, existe um esforço para manter a identidade dele em segredo.

## Obras

### Série Sean Corrigan
1. Cold Killing (2013) Brutal (Fábrica231, 2015)
2. The Keeper (2013)	Sombrio (Fábrica231, 2016)
3. The Toy Taker (2014)
4. The Jackdaw (2015)
5. A Killing Mind (2017)

#### Livros relacionados
- 0.5 Redemption of the Dead (2013)
- 0.6 The Network (2014)
- 0.7 The Rain Killer (2015)
- 4.5 An Imperfect Killing (2016)

### Livros isolados
- The Rule of Fear (2017)
- The Killing Boys (2021)